# C'è un fantasma nel castello
C'è un fantasma nel castello è un film del 1942, diretto da Giorgio Simonelli.

## Trama
Il colonnello Bassotta, titolare di un'agenzia di investigazioni, viene chiamato dal barone Sanguignoni, proprietario di un castello, a indagare su fatti strani che accadono da diverso tempo e dei quali soltanto il maggiordomo ne è testimone; ogni notte appare il fantasma di un suo antenato, di nome Rolando. Del caso viene incaricato l'agente Birinozzi ma, a causa di un equivoco, la missiva capita tra le mani di Virgilio, l'usciere di una casa editrice appassionato di letteratura gialla il quale si presenta al posto del vero agente per cercare di risolvere il mistero. Le cose si complicano quando la graziosa figlia del barone, Nicoletta, si innamora di Maurizio, un giovane intraprendente che ogni notte, per poterla incontrare, impersona il fantasma di Rolando rischiando di finire nei guai poiché la sua famiglia, i Cattivagli, è da tempo in rotta con quella dei Sanguignoni per un misterioso omicidio compiuto quattro secoli prima da un suo lontano discendente. Dopo diverse peripezie, quando il colonnello, nel frattempo impegnato in un'avventura galante, si accorge che un falso investigatore indaga al posto di Birinozzi, si precipita al luogo insieme a quest'ultimo e scoprono che nei sotterranei del castello una banda di falsari opera indisturbata sfruttando la storia del fantasma per far circolare banconote false in città. Chiarito ogni equivoco, la polizia arresta i malfattori e Maurizio e Nicoletta possono finalmente sposarsi portando la pace nelle due famiglie.

## Produzione
Il film venne girato negli studi della Titanus alla Farnesina.

## Distribuzione
Il film ebbe il visto censura n. 31.569 del 28 marzo 1942 per una lunghezza dichiarata di 2.300 metri. Venne distribuito nuovamente nel giugno del 1947 con lunghezza effettiva di 1.755 metri per poi scomparire dalla circolazione. Attualmente, tranne sette fotografie di scena, è invedibile come diversi altri del periodo.

## Colonna sonora
La canzone omonima, lo swing C'è un fantasma nel castello, composta da Giovanni Militello e Age, cantata da Silvana Fioresi con il Trio Aurora, con la direzione orchestrale di Pippo Barzizza, venne pubblicata su 78 giri Cetra con il numero di catalogo DD 10044.

## Critica
(Diego Calcagno, Film, n. 17, 25 aprile 1942)

## Recensioni
In diverse critiche dell'epoca il titolo del film è C'è un fantasma al castello. Adolfo Franci, nella sua recensione, intitola un film di René Clair Il fantasma al castello quando invece il titolo esatto della pellicola del regista francese è Il fantasma galante, al quale la commedia si ispira vagamente.
- Sandro De Feo, Il Messaggero, 21 aprile 1942
- Adolfo Franci, Illustrazione Italiana, n. 22, 31 maggio 1942
- Eugenio Ferdinando Palmieri, Il Resto del Carlino, 16 aprile 1942
- Guido Piovene, Corriere della Sera, 22 maggio 1942
- Guglielmina Setti, Il Lavoro, 7 aprile 1942
- Achille Vesce, Il Mattino, 3 maggio 1942